# ラゴキリン
ラゴキリン (Lagochilin) は、灰色結晶固体を作る苦みのあるジテルペンである。Lagochilus inebriansを始め、ラゴキルス属の様々な植物で見られ、この植物の精神安定剤、低血圧、抗出血性の効果に関わっていると考えられている。